# Listă de zone de teritoriu neorganizat din statul New Hampshire
- Prezenta pagină este o listă de zone care reprezintă teritoriu neorganizat din statul New Hampshire.

- Vedeți și Listă de orașe și târguri din statul New Hampshire.
- Vedeți și Listă de sate din statul New Hampshire.
- Vedeți și Listă de locuri desemnate pentru recensământ din statul New Hampshire.
- Vedeți și Listă de comunități neîncorporate din statul New Hampshire.
- Vedeți și Listă de localități din statul New Hampshire.

## A
- Atkinson and Gilmanton Academy Grant

## B
- Bean's Grant
- Bean's Purchase

## C
- Cambridge
- Candia Four Corners
- Chandler's Purchase
- Crawford's Purchase
- Cutt's Grant

## D
- Dix's Grant
- Dixville

## E
- Erving's Location

## G
- Green's Grant

## H
- Hadley's Purchase
- Hale's Location
- Hampton Beach

## K
- Kilkenny

## L
- Livermore
- Low and Burbank's Grant

## M
- Martin's Location
- Millsfield

## O
- Odell

## P
- Pinkham's Grant

## S
- Sargent's Purchase
- Second College Grant
- Success

## T
- Thompson and Meserve's Purchase

## W, Y și Z
- Wentworth's Location

## Vedeți și
- Borough (Statele Unite ale Americii)
- Cătun (Statele Unite ale Americii)
- District civil (Statele Unite ale Americii)
- District desemnat (Statele Unite ale Americii)
- District topografic (Statele Unite ale Americii)
- Loc desemnat pentru recensământ (Statele Unite ale Americii)
- Localitate neîncorporată (Statele Unite ale Americii)
- Municipalitate (Statele Unite ale Americii)
- Oraș (Statele Unite ale Americii)
- Precinct (Statele Unite ale Americii)
- Rezervație amerindiană (Statele Unite ale Americii)
- Sat (Statele Unite ale Americii)
- Târg (Statele Unite ale Americii)
- Teritoriu neorganizat (Statele Unite ale Americii)
- Township (Statele Unite ale Americii)
- Zonă metropolitană (Statele Unite ale Americii)
- Zonă micropolitană (Statele Unite ale Americii)

respectiv
- Census county division
- Designated place, a counterpart in the Canadian census
- ZIP Code Tabulation Area

## Alte legături interne
- Categorie:Liste de orașe din Statele Unite după stat
- Categorie:Liste de târguri din Statele Unite după stat
- Categorie:Liste de districte civile din Statele Unite după stat
- Categorie:Liste de sate din Statele Unite după stat
- Categorie:Liste de comunități neîncorporate din Statele Unite după stat
- Categorie:Liste de localități dispărute din Statele Unite după stat
- Categorie:Liste de comunități desemnate pentru recensământ din Statele Unite după stat

respectiv
- Listă de localități din statul New Hampshire
- Listă de orașe din statul New Hampshire
- Listă de orașe și târguri din statul New Hampshire
- Listă de sate din statul New Hampshire
- Listă de locuri desemnate pentru recensământ din statul New Hampshire
- Listă de comunități neîncorporate din statul New Hampshire

respectiv
- Listă de localități din statul New Hampshire
- Comunități din statul New Hampshire după populație
- Locuri din statul New Hampshire după venit
- Comunități din statul New Hampshire după venitul întregii familii
- Listă de comitate din statul New Hampshire
- Lista orașelor din Statele Unite ale Americii după populație